# Wolfgang von Graben
Wolfgang von Graben, född på Kornbergs slott, död där 11 december 1521, var herre av Graben, Kornberg, Marburg (Maribor), Radkersburg, Neudenstein, Weinberg, borggreve av Saldenhofen, österrikisk adelsman och kejserlig magistrat i hertigdömena Steiermark och Kärnten. Wolfgang von Graben tjänstgjorde också som militärkapten åt den helige romerske kejsaren Fredrik III av Österrike och som rådgivare åt kejsar Maximilian I av Österrike.

## Biografi
Wolfgang von Graben kom från den krainska adelsfamiljen von Graben från Meinhardinerhuset. von Grabens föräldrar var Ulrich III av Graben, Guvernör i Steiermark, Burggreve i Graz och Marburg (Maribor), och Agnes Närringer.
1476 [och 1483] nämns Wolfgang i Holland, som vistades med sin son Peter von Graben (*1450 eller början av 1460-talet) i ärkehertig Maximilian av Österrikes [senare kejsare] följe. Wolfgang gick in i militärtjänst och tilldelades Maximilian. Peter gifte sig med Griet Pietersdr Berents i Holland och tog namnet (Pieter) de Graeff (eller De Graaff). Familjen Graeff / De Graeff spårar sin härkomst tillbaka till detta. Hans påstådda son Pieter är den första kända bäraren av Graeffs / Grabens (stam)vapen.
När han återvände till Österrike 1485 blev han en av kejsar Fredrik III's huvudkaptener. i kriget mot Matthias Corvinus. År 1489 ärvde Wolfgang de stora herravälde Kornberg och Marburg (inklusive Obermarburg) från sin far, samt det officiella och stadspalatset Marburg an der Drau, som han innehade till åtminstone 1516. År 1498 utsågs Wolfgang till kejserlig burgrave (vaktmästare) vid slottet Saldenhofen, inklusive tillbehör (förmodligen relaterade till Saldenhofen-herrskapet) och Burghut. År 1501 utsågs Wolfgang till [kejserlig] magistrat i Radkersburg och herre över Oberradkersburg slott och Tabor. Han innehade också kontoret Windischgrätz, där han efterträddes av sin bror Andree 1510. 1509 blev Von Graben rådman åt kejsar Maximilian.

## Familjeförening Graeff
Den globalt aktiva familjeföreningen Gräff-Graeff ("Familienverband Gräff-Graeff e.V.") grundades 2013 som en registrerad förening i Österrike. Släktföreningen tjänar kommunikation, forskning och för att sammanföra familjerna Graeff, förmodligen naturliga ättlingar till den österrikiske adelsmannen Wolfgang von Graben. Ordförande är Matthias Laurenz Gräff från Österrike. Ordförandeskapet och administrationen av familjeföreningen bör inte förväxlas med rollen som överhuvud för hela familjen och dess olika grenar.